# Antiplecta cinerascens
Antiplecta cinerascens är en fjärilsart som beskrevs av W. Warren 1906. Antiplecta cinerascens ingår i släktet Antiplecta och familjen Uraniidae. Inga underarter finns listade i Catalogue of Life.